# Александру-Йоан-Куза
Алекса́ндру-Йоа́н-Ку́за (Хаджи-Абдул, Суворов, Суворово, Куза-Вода, рум. Alexandru Ioan Cuza) — село в Кагульському районі Молдови, утворює окрему комуну. Назване на честь молдовського князя Александра Йоана Кузи.
Село розташоване на крайньому півдні країни. Розташоване на річці Кагул, за 2 км від кордону з Україною. Через порізаність території Гагаузії, село є анклавом і знаходиться віддалено від основної території Кагульського району.
На 1930 рік в селі проживало 2894 особи, з яких 2828 молдован, 27 болгар, 23 росіянина, 8 греків, 5 євреїв, серб та гагауз. В селі діє одне з найстаріших навчальних закладів Бессарабії, засноване ще в 1856 році.